# Pérez de Galeana
Pérez de Galeana es una población del municipio de Apaxco, uno de los 125 municipios del Estado de México en México. Es una comunidad rural y según el censo del 2010 tiene una población total de 1844 habitantes

## Educación
El pueblo de Pérez de Galeana cuenta con una oferta educativa pública y privada.
| Barrio | Institución                           |
| ------ | ------------------------------------- |
| Centro | Escuela Primaria José Morelos y Pavón |